# Coatascorn
 Coatascorn  (en bretón Koadaskorn) es una población y comuna francesa, situada en la región de Bretaña, departamento de Côtes-d'Armor, en el distrito de Lannion y cantón de La Roche-Derrien.

## Demografía
| 331 | 281 | 244 | 211 | 209 | 226 | 249 |
| Para los censos de 1962 a 1999 la población legal corresponde a la población sin duplicidades (Fuente: INSEE [Consultar]) |     |     |     |     |     |     |